# Torsten Sasse
Torsten Sasse (* 3. Dezember 1963 in Bückeburg) ist ein deutscher Dokumentarfilmer und Autor von Sachbüchern.

## Leben
Sasse absolvierte Studienaufenthalte in Berlin, Fribourg/Schweiz, Mexiko-Stadt und San Francisco, USA.
Erste Erfahrungen im Nachrichten-Journalismus machte er Ende der 1980er Jahre beim privaten Berliner Radiosender Hundert,6, später Nachrichten-Redakteur und Moderator des Radiosenders SFB 2 des Senders Freies Berlin sowie Reporter bei der Berliner Abendschau.
Sein Durchbruch als ARD-Dokumentarfilm-Regisseur gelang Sasse 1996 mit Im Schatten der Pyramiden.
Es folgten zahlreiche weitere Filme zu den verschiedensten Themen. 2005 eröffnete er eine private Schule für Videoschnitt und Tonbearbeitung.

## Filmographie
- 1996: Im Schatten der Pyramiden
- 1997: Die Schätze der San Diego
- 1998: Erich von Däniken – 30 Jahre Erinnerungen an die Zukunft
- 2002: Mission Erde
- 2003: Bürgerrechte in der DDR – Kampf um Meinungsfreiheit
- 2003: Demokratie – Wie funktioniert das? Hinter den Kulissen des Bundestages

## Filmfestivals
- Mai 2003: der Dokumentar-Film Mission Erde – Geoforschung zwischen Himmel und Hölle (Buch und Regie: Torsten Sasse) läuft im offiziellen Programm bei den „Filmfestspielen der Geowissenschaften“ in Göttingen.

## Schriften
- Im Schatten der Pyramiden. Spurensuche im alten Ägypten, Econ, München 2000, ISBN 3-612-26681-0
- Mars, Planet des Lebens. Die Jahrtausendentdeckung der NASA, Econ, Düsseldorf 1996, ISBN 3-430-12790-4
- Die Stasi, der König und der Zimmermann (mit Petra Riemann). Eine Geschichte von Verrat, Berlin 2019, ISBN 978-3863314651